# Малый Тайтым
Малый Тайтым — река в России, протекает по территории Тевризского и Тарского районов Омской области. Устье реки находится в 238 км по правому берегу реки Туй. Длина реки составляет 15 км.

## Данные водного реестра
По данным государственного водного реестра России относится к Иртышскому бассейновому округу, водохозяйственный участок реки — Иртыш от впадения реки Омь до впадения реки Ишим, без реки Оша, речной подбассейн реки — бассейны притоков Иртыша до впадения Ишима. Речной бассейн реки — Иртыш.